# Bupleurum pachnospermum
Espèce
Classification phylogénétique
Bupleurum pachnospermum est une espèce de plantes à fleurs du genre Bupleurum et de la famille des Apiaceae (Apiacées, anciennement Ombellifères). C'est une plante herbacée vivace trouvée dans le sud-est de l'Europe (Bulgarie, Grèce, Hongrie, nord-ouest des Balkans, Roumanie).